# Tour de Pologne
Le Tour de Pologne est une compétition cycliste par étapes masculine qui traverse la Pologne. Elle est inscrite au programme du UCI World Tour depuis l'année 2005. Sa première édition a eu lieu en 1928 pour augmenter les ventes du journal Przegląd Sportowy avec Warszawskie Towarzystwo Cyklistów, et il n'est ouvert aux coureurs professionnels qu'à partir de 1993.
Son intégration au ProTour alors qu'il n'avait jusque-là qu'un statut modeste (catégorie 2.2) est due à la volonté de l'Union cycliste internationale d'internationaliser le cyclisme.
Le Tour de Pologne se court sur 7 étapes, généralement début août.

## Histoire
Le 5 août 2019, le coureur belge Bjorg Lambrecht de la formation Lotto-Soudal décède lors de la 3e étape après une grave chute.
En 2020, c'est au tour du coureur néerlandais Fabio Jakobsen d'être victime d'un accident grave lié notamment à un sprint en faux plat descendant.
Le tour de Pologne est considéré comme la course la plus dangereuse du calendrier par les professionnels et la mort du coureur de 22 ans semble n'avoir amené aucun changement.

## Palmarès
| Année | Vainqueur             | Deuxième              | Troisième            |
| ----- | --------------------- | --------------------- | -------------------- |
| 1928  | Feliks Więcek         | Wiktor Olecki         | Stanisław Kłosowicz  |
| 1929  | Józef Stefański       | Eugeniusz Michalak    | Wacław Kołodziejczyk |
| 1933  | Jerzy Lipiński        | Wiktor Olecki         | Stanisław Wasilewski |
| 1937  | Bolesław Napierała    | Stanisław Wasilewski  | Józef Kapiak         |
| 1939  | Bolesław Napierała    | Marian Rzeźnicki      | Mieczysław Jaskolski |
| 1947  | Stanisław Grzelak     | Zdzisław Stolarczyk   | Bolesław Napierała   |
| 1948  | Wacław Wójcik         | Lucjan Pietraszewski  | Wacław Wrzesiński    |
| 1949  | Francesco Locatelli   | Marin Niculescu       | Kaj Allan Olsen      |
| 1952  | Wacław Wójcik         | Józef Kapiak          | Mieczysław Ulik      |
| 1953  | Mieczysław Wilczewski | Wacław Wójcik         | Grzegorz Chwiendacz  |
| 1954  | Marian Więckowski     | Stanisław Bugalski    | Adam Wiśniewski      |
| 1955  | Marian Więckowski     | Wiesław Podobas       | Adam Wiśniewski      |
| 1956  | Marian Więckowski     | Stanisław Bugalski    | Wiesław Podobas      |
| 1957  | Henryk Kowalski       | Stanisław Bugalski    | Wacław Wrzesiński    |
| 1958  | Bogusław Fornalczyk   | Constant Goossens     | Stanisław Gazda      |
| 1959  | Wiesław Podobas       | Stanisław Gazda       | Dick Enthoven        |
| 1960  | Roger Diercken        | Jan Kudra             | Anatoli Olizarenko   |
| 1961  | Henryk Kowalski       | Bogusław Fornalczyk   | Eberhard Butzke      |
| 1962  | Jan Kudra             | Roger Swerts          | Sylwester Góral      |
| 1963  | Stanisław Gazda       | Stanisław Pawłowski   | Józef Beker          |
| 1964  | Rajmund Zieliński     | Władysław Kozłowski   | Jan Magiera          |
| 1965  | Józef Beker           | Jerzy Mikołajczyk     | Władysław Kozłowski  |
| 1966  | Józef Gawliczek       | Jan Magiera           | Tadeusz Zadrożny     |
| 1967  | Andrzej Bławdzin      | Alexandre Kulibin     | Józef Mikołajczyk    |
| 1968  | Jan Kudra             | Marian Forma          | Stanisław Demel      |
| 1969  | Wojciech Matusiak     | Zygmunt Hanusik       | Ryszard Szurkowski   |
| 1970  | Jan Stachura          | Czesław Polewiak      | Tadeusz Szpak        |
| 1971  | Stanisław Szozda      | Jan Smyrak            | Ladislav Zakretta    |
| 1972  | Jose Luis Viejo       | Tadeusz Mytnik        | Stanisław Gazda      |
| 1973  | Lucjan Lis            | Ryszard Szurkowski    | Tadeusz Mytnik       |
| 1974  | André Delcroix        | Ludo Peeters          | Wojciech Matusiak    |
| 1975  | Tadeusz Mytnik        | Hans-Joachim Hartnick | Marian Majkowski     |
| 1976  | Janusz Kowalski       | Jan Brzeźny           | Hans-Joachim Vogel   |
| 1977  | Lechosław Michalak    | Tadeusz Skrzypek      | Michael Schiffner    |
| 1978  | Jan Brzeźny           | Tadeusz Wojtas        | Jan Jankiewicz       |
| 1979  | Henryk Charucki       | Janusz Kowalski       | Jan Krawczyk         |
| 1980  | Czesław Lang          | Tadeusz Wojtas        | Jan Jankiewicz       |
| 1981  | Jan Brzeźny           | Roman Cieślak         | Sławomir Podwójniak  |
| 1982  | Andrzej Mierzejewski  | Jan Schur             | Stanislaw Masiar     |
| 1983  | Tadeusz Krawczyk      | Andrzej Serediuk      | Andrzej Mierzejewski |
| 1984  | Andrzej Mierzejewski  | Tadeusz Krawczyk      | Tadeusz Piotrowicz   |
| 1985  | Marek Leśniewski      | Zdzisław Wrona        | Dariusz Zakrzewski   |
| 1986  | Marek Kulas           | Zbigniew Ludwiniak    | Mirosław Uryga       |
| 1987  | Zbigniew Piątek       | Marek Leśniewski      | Czeslaw Lukaszewicz  |
| 1988  | Andrzej Mierzejewski  | Arvi Tammesalu        | Mieczysław Karłowicz |
| 1989  | Marek Wrona           | Sławomir Krawczyk     | Robert Krzyżostaniak |
| 1990  | Mieczysław Karłowicz  | Grigorij Isczenko     | Tomasz Brożyna       |
| 1991  | Dariusz Baranowski    | Mariusz Bilewski      | Marek Kamiński       |
| 1992  | Dariusz Baranowski    | Raimondas Rumšas      | Igor Pastaukhowicz   |
| 1993  | Dariusz Baranowski    | Marek Leśniewski      | Ivan Romanov         |
| 1994  | Maurizio Fondriest    | Marco Lietti          | Tomasz Brożyna       |
| 1995  | Zbigniew Spruch       | Fabrizio Guidi        | Dariusz Baranowski   |
| 1996  | Viatcheslav Djavanian | Maurizio Fondriest    | Andrea Noè           |
| 1997  | Rolf Jaermann         | Zenon Jaskuła         | Sasa Sviben          |
| 1998  | Sergueï Ivanov        | Jacky Durand          | Fabio Malberti       |
| 1999  | Tomasz Brożyna        | Cezary Zamana         | Jens Voigt           |
| 2000  | Piotr Przydział       | Piotr Wadecki         | Sergueï Ivanov       |
| 2001  | Ondřej Sosenka        | Jens Voigt            | Piotr Przydział      |
| 2002  | Laurent Brochard      | Tomasz Brożyna        | Marek Rutkiewicz     |
| 2003  | Cezary Zamana         | Andrea Noè            | Dave Bruylandts      |
| 2004  | Ondřej Sosenka        | Hugo Sabido           | Franco Pellizotti    |
| 2005  | Kim Kirchen           | Pieter Weening        | Thomas Dekker        |
| 2006  | Stefan Schumacher     | Cadel Evans           | Alessandro Ballan    |
| 2007  | Johan Vansummeren     | Robert Gesink         | Kim Kirchen          |
| 2008  | Jens Voigt            | Lars Bak              | Franco Pellizotti    |
| 2009  | Alessandro Ballan     | Daniel Moreno         | Edvald Boasson Hagen |
| 2010  | Dan Martin            | Grega Bole            | Bauke Mollema        |
| 2011  | Peter Sagan           | Dan Martin            | Marco Marcato        |
| 2012  | Moreno Moser          | Michał Kwiatkowski    | Sergio Henao         |
| 2013  | Pieter Weening        | Ion Izagirre          | Christophe Riblon    |
| 2014  | Rafał Majka           | Ion Izagirre          | Beñat Intxausti      |
| 2015  | Ion Izagirre          | Bart De Clercq        | Ben Hermans          |
| 2016  | Tim Wellens           | Fabio Felline         | Alberto Bettiol      |
| 2017  | Dylan Teuns           | Rafał Majka           | Wout Poels           |
| 2018  | Michał Kwiatkowski    | Simon Yates           | Thibaut Pinot        |
| 2019  | Pavel Sivakov         | Jai Hindley           | Diego Ulissi         |
| 2020  | Remco Evenepoel       | Jakob Fuglsang        | Simon Yates          |
| 2021  | João Almeida          | Matej Mohorič         | Michał Kwiatkowski   |
| 2022  | Ethan Hayter          | Thymen Arensman       | Pello Bilbao         |
| 2023  | Matej Mohorič         | João Almeida          | Michał Kwiatkowski   |
| 2024  | Jonas Vingegaard      | Diego Ulissi          | Wilco Kelderman      |
| 2025  |                       |                       |                      |

## Statistiques et records
| #  | Coureurs             | Victoires | Deuxième | Troisième | Total |
| -- | -------------------- | --------- | -------- | --------- | ----- |
| 1  | Dariusz Baranowski   | 3         | 0        | 1         | 4     |
| 1  | Andrzej Mierzejewski | 3         | 0        | 1         | 4     |
| 3  | Marian Więckowski    | 3         | 0        | 0         | 3     |
| 4  | Jan Brzeźny          | 2         | 1        | 0         | 3     |
| 4  | Jan Kudra            | 2         | 1        | 0         | 3     |
| 4  | Wacław Wójcik        | 2         | 1        | 0         | 3     |
| 7  | Bolesław Napierała   | 2         | 0        | 1         | 3     |
| 8  | Henryk Kowalski      | 2         | 0        | 0         | 2     |
| 8  | Ondřej Sosenka       | 2         | 0        | 0         | 2     |
| 10 | Ion Izagirre         | 1         | 2        | 0         | 3     |
| 10 | Marek Leśniewski     | 1         | 2        | 0         | 3     |

| # | Pays | Victoires |
| - | --- | --------- |
| 1 | Pologne                                                                                                   | 52        |
| 2 | Belgique                                                                                                  | 6         |
| 3 | Italie | 4         |
| 4 | Allemagne Espagne Russie Tchéquie                                                                         | 2         |
| 8 | Danemark France Irlande Luxembourg Pays-Bas Suisse Slovaquie Portugal Grande-Bretagne Slovénie États-Unis | 1         |

### Victoires d'étapes
| # | Coureurs             | Victoires |
| - | -------------------- | --------- |
| 1 | Ryszard Szurkowski   | 15        |
| 2 | Wacław Wrzesiński    | 11        |
| 3 | Zbigniew Spruch      | 10        |
| 4 | Stanisław Królak     | 9         |
| 5 | Jaan Kirsipuu        | 8         |
| 5 | Stanisław Szozda     | 8         |
| 5 | Stanisław Wasilewski | 8         |
| 5 | Adam Wiśniewski      | 8         |
| 5 | Wacław Wójcik        | 8         |